# Список игр серии Sonic the Hedgehog
Sonic the Hedgehog (яп. ソニック・ザ・ヘッジホッグ Соникку дза Хэдзихоггу) — серия компьютерных игр в жанре платформер, а также торговая марка, основанная на этой серии и принадлежащая японской компании Sega. Первая игра, давшая впоследствии название всей серии, вышла летом 1991 года. На данный момент основная консольная серия насчитывает пятнадцать игр, действие которых происходит в мире её главного персонажа — ежа Соника. Кроме основной линейки, существует также ряд спин-оффов, включающих в себя жанры спортивного симулятора, ролевых игр, автосимуляторов, файтингов и других. Основным разработчиком игр выступает студия Sonic Team, в то время как побочные проекты часто поручаются сторонним компаниям.
Серия Sonic the Hedgehog является наиболее успешным франчайзингом издательства Sega. Многие её проекты неоднократно переиздавались и выходили в виде компиляций. На ноябрь 2014 года было продано свыше 150 миллионов копий игр.

## Спин-оффы

### Аркадные автоматы
В этом разделе перечислены игры серии, разработанные для аркадных автоматов. В раздел не включены игры, изначально выпущенные на других платформах, но позднее портированные на аркадные автоматы.

### СерияSega Superstars
Sega Superstars — серия игр-кроссоверов между различными франшизами компании Sega. Персонажи и локации вселенной Sonic the Hedgehog представлены во всех проектах серии, а начиная с Sonic & Sega All-Stars Racing слово Sonic присутствует в названиях игр данной линейки.

### СерияRiders
Игры серии Sonic Riders выполнены в жанре симулятора гонок на аэродосках.

### СерияStorybook
Отличительной чертой игр серии Storybook является то, что их действия разворачиваются в мирах, основанных на литературных произведениях, таких как «Тысяча и одна ночь» или артуровские легенды.

### СерияMario & Sonic
Mario & Sonic — серия игр-кроссоверов между вселенными Mario и Sonic the Hedgehog. Все игры серии посвящены Олимпийским играм и представляют собой коллекцию различных спортивных состязаний.

### СерияBoom
Игры серии Sonic Boom основаны на одноимённом мультсериале, и разворачиваются в альтернативном мире, отличном от вселенной остальных игр.

### Игры для мобильных устройств
В этом разделе перечислены игры серии, разработанные для мобильных телефонов или устройств под управлением iOS и Android. В раздел не включены игры, изначально выпущенные на других платформах, но позднее портированные на мобильные устройства, а также игры, которые уже входят в какую-либо отдельную серию (например, Sonic at the Olympic Games или Sonic Dash 2: Sonic Boom).

## Сборники
В разделе перечислены издания, содержащие несколько игр, продающихся как единый продукт.